# Carlos Arcadio Vallejo
Carlos Arcadio Vallejo fue un político argentino, que se desempeñó como Gobernador de La Rioja entre 1932 y 1935, y además Senador Nacional por aquella provincia. 
Nació en la ciudad de La Rioja, siendo hijo de Gamaiel Vallejo y Vicenta Herrera del Morral. Era Ingeniero agrícola, habiendo estudiado en Estados Unidos gracias a una beca, graduándose de la Universidad de California.
Su vicegobernador fue Luis Andrés Kammerath Gordillo. De su gestión se destacó el impulso a una reforma de la constitución para ampliación del mandato del poder ejecutivo y legisladores de 3 a 4 años, y el establecimiento de la renovación parcial de la Legislatura cada dos años, además de la elección directa de los intendentes de las ciudades de La Rioja y Chilecito, añandiéndose el voto femenino para las elecciones municipales.